# Jakub Skála
Jakub Skála (* 24. srpna 1978) je český basketbalista hrající Národní basketbalovou ligu (dříve za tým A Plus OHL ŽS Brno BC. V současné době působí v 1. lize týmu BA Sparta Praha s kapitánskou páskou a číslem 44. Hraje na pozici křídla.
Je vysoký 198 cm, váží 94 kg. V roce 2003 se účastnil Světové Universiády v jihokorejském Daegu – odkaz.

## Kariéra
- 1998 – 2002 : BA Sparta Praha
- 1998-1999 : Salt Lake City Community College NJCAA (USA)
- 1999-2000 : McCook Community College NJCAA (USA)
- 2000-2002 : New Mexico Highlands University NCAA II (USA)
- 2002 – 2005 : Houseři Brno
- 2005 – 2008 : A Plus OHL ŽS Brno BC
- 2008 – 2013: BA Sparta Praha
- 2013 : BA Sparta Praha (konec kariéry)

## Statistiky
| Sezóna  | Soutěž      | Odehrané minuty | Minut na zápas | Body | Průměr na zápas |
| ------- | ----------- | --------------- | -------------- | ---- | --------------- |
| 2001/02 | Mattoni NBL | 6.5             | 6.5            | 1    | 1.0             |
| 2002/03 | Mattoni NBL | 874.4           | 25.0           | 340  | 9.7             |
| 2003/04 | Mattoni NBL | 1040.4          | 32.5           | 477  | 14.9            |
| 2004/05 | Mattoni NBL | 692.4           | 21.6           | 265  | 8.3             |
| 2005/06 | Mattoni NBL | 526.2           | 15.5           | 202  | 5.9             |
| 2005/06 | Český pohár | 27.0            | 27.0           | 11   | 11.0            |
| 2006/07 | Mattoni NBL | 1172.3          | 18.7           | 419  | 6.3             |
| 09/2008 | BC Brno     |                 |                |      |                 |
| 2008/09 | BA Sparta   | 778.9           | 37.5           | 106  | 15.1            |
| 2010/11 | BA Sparta   | 90              | 28.8           | 28   | 9.3             |
| 2011/12 | BA Sparta   | 984             | 28.9           | 436  | 12.8            |
| 2012/13 | BA Sparta   | 772             | 26.7           | 379  | 14.0            |
| TOTAL   |             | 7959            | 24.7           | 3246 | 10.1            |

 *Rozehraná sezóna - údaje k 3.10.2011
2006/2007: 3. místo v Mattoni NBL s týmem A+ OHL ŽS BRNO
8.5.2010 BA Sparta Praha – mistři ČR 1. ligy